# Chad Oliver
Symmes Chadwick Oliver, conosciuto come Chad Oliver o Cerad Oliver (Cincinnati, 30 marzo 1928 – Austin, 10 agosto 1993), è stato uno scrittore statunitense di fantascienza. È stato anche capo dipartimento di antropologia dell'Università del Texas, ad Austin.

## Biografia
Symmes Chadwick Oliver nacque a Cincinnati, Ohio, il 30 marzo 1928, figlio del dottor Symmes Francis Oliver e di Winona Neuman. Nel 1939 la prima di molte lettere scritte da Oliver alle riviste pulp di fantascienza apparve su G8 and His Battle Aces. Nel 1943 la famiglia Oliver si trasferì a Crystal City, Texas. Nel 1946 si diplomò presso la Crystal City High School, e nello stesso anno incominciò a frequentare l'Università del Texas ad Austin.
Nel 1948 uscì la sua prima opera romanzesca, The Imperfect Machine, pubblicata sul Texas Literary Quaterly.
Nel 1950 vendette il suo primo racconto professionale, The Boy Next Door, alla rivista The Magazine of Fantasy and Science Fiction (ma è il terzo racconto ad apparire in stampa). La sua prima pubblicazione di narrativa professionale, Land of Lost Conten, apparve nelle pagine di Super Science Stories. Nel 1952 conseguì un master in inglese e uno in antropologia presso l'Università del Texas di Austin. La sua tesi, intitolata They Builded a Tower, fu uno dei migliori studi apparsi sulla fantascienza e uno dei primi a concentrarsi sui periodici del settore. Il 1º novembre dello stesso anno si sposò a Los Angeles con Betty Jane Jenkins; il ricevimento si tenne nella casa di Forrest J. Ackerman.
Il suo primo romanzo, Le Nebbie di Dawn, fu pubblicato da John C. Winston Co. per la serie di fantascienza per ragazzi. Nel 1953 trovò lavoro a Los Angeles come assistente per l'insegnamento presso il reparto di antropologia dell'Università della California, lavorando nel contempo al suo dottorato. Nel 1955 Oliver ritornò ad Austin lavorando all'Università del Texas come istruttore per il reparto antropologia, seguendo i corsi di Introductory Physical Anthropology, Introductory Cultural Anthropology, Peoples of the New World e American Indians North of Mexico.
Il 4 novembre 1956 nacque ad Austin la prima figlia, Kimberly Francis. Nel 1958 lavorò part-time come disc-jockey per la stazione radio KHFI di Austin, specializzato nel jazz. Nel 1959 fu promosso assistente professore presso la facoltà di antropologia. Nel 1960 divenne assistente professore presso la facoltà di antropologia dell'Università della California, River, insegnando Language and Culture, Introductory Cultural Anthropology, e The American Indian and Comparative Religion. Durante la sessione d'estate dello stesso anno insegnò presso l'UCLA di Los Angeles.
Nel 1961 Oliver divenne Ph.D. presso la facoltà di antropologia dall'Università della California, Los Angeles, con uno studio intitolato Ecology and Cultural Continuity As Factors in the Social Organization of the Plains Indians. Quello stesso anno trovò lavoro in Kenya come antropologo ricercatore per la National Science Foundation. Egli studiò la cultura e l'ecologia delle due tribù Kamba, la comunità agricola dei Ngelani e la comunità verde dei Kilungu. Nel 1963 fu promosso professore associato in antropologia ad Austin, cui si aggiunse la responsabilità dell'insegnamento della materia: African Cultures South of the Sahara, Social Organization, and Sociocultural Evolution. Il secondo figlio, Glen Chadwick, nacque a Houston il 3 febbraio 1968. Oliver fu promosso professore titolare presso la cattedra di antropologia dell'Università del Texas di Austin.
Nel 1973 fu uno dei soci fondatori, assieme a Lisa Tuttle, Howard Waldrop, Steven Utley e Tom Reamy, dei Turkey City Writer's Workshop, associazione professionale di scrittori di fantascienza del Texas con sede a Grand Prairie. Nel 1984 vinse il Premio Nebula per il racconto La città fantasma (Ghost Town).
Nel 1985 Hal W. Hall pubblicò la sua bibliografia, Chad Oliver: A Preliminary Bibliography. Nel 1990 si ritirò in pensione, morendo ad Austin il 10 agosto 1993.

## Opere
(parziale; per le opere tradotte è riportata la prima edizione in italiano)

### Romanzi
- Mists of Dawn, 1952
- Ombre nel sole (Shadows in the Sun, 1954), traduzione di Antonio Bellomi, Cosmo 193, Ponzoni Editore, 1966
- Le spirali del tempo (The Winds of Time, 1956), traduzione di Carlo Rossi Fantonetti, Urania 179, Arnoldo Mondadori Editore, 1958
- Unearthly Neighbors, 1960
- La tribù ribelle (The Wolf is My Brother, 1967), I Nuovi Sonzogno n. 130 - romanzo western
- Le rive di un altro mare (The Shores of Another Sea, 1971), traduzione di Beata Della Frattina, Urania 599, Arnoldo Mondadori Editore, 1972
- Giants in the Dust, 1976
- Broken Eagle, 1989
- The Cannibal Owl, 1994